# Тыднюк, Денис Владимирович
Денис Владимирович Тыднюк (бел. Дзяніс Уладзіміравіч Тыднюк) (род. 20 января 1978, Мурманск, СССР) — белорусский и российский хоккеист, нападающий, хоккейный тренер.

## Биография
Хоккеем начал заниматься в 1986 году в ДЮСШ «Мурманск», первый тренер — С. В. Петухов. Выступал за команды «Полимир» (Новополоцк), ХК «Витебск», «Динамо» (Минск), «Неман» (Гродно), «Керамин» (Минск).
В составе национальной сборной Белоруссии провёл 4 матча (1 гол).
В сезоне-2017/18 был главным тренером новополоцкого клуба «Химик-СКА», выступающего в Белорусской экстралиге. В 2022 году возглавил резервную команду «Нефтехимика». Позже присоединился к тренерскому штабу основной команды в роли помощника.
В июле 2025 года возглавил оршанский «Локомотив», ассистентами стали Алексей Гиро и Сергей Домнич.